# Bahianora
Bahianora — рід грибів родини Lecideaceae. Назва вперше опублікована 1984 року.

## Класифікація
До роду Bahianora відносять 1 вид:
- Bahianora poeltii